# کاروانسرای وکیل (کرمان)
کاروانسرای وکیل در حاشیه خیابان شریعتی و سه راهی شمال جنوبی شهر کرمان واقع گردیده و جزو کاروانسراهای بزرگ جهان محسوب می‌شود. این محل با برخورداری از ۱۲۰ حجره در دو طبقه به فرمان محمد اسماعیل خان وکیل الملک والی کرمان در حدود سالهای ۱۲۸۴–۱۲۷۷ ه‍.ق شروع به ساخت گردید و در زمان مرتضی قلی خان نوری وکیل الملک ثانی فرزند ایشان به سال ۱۲۸۷ پایان یافت.
این کاروانسرا از مجموعه کاروانسراهای درون‌شهری است که در مجموعه وکیل قرار گرفته‌است

## معماری
کاروانسرای وکیل از دو طبقه تشکیل شده و ۱۲۰ غرفه را در خود جای داده‌است. تعداد حجره‌های این کاروانسرا در طبقه اول به ۸۱ باب و در طبقه دوم به ۳۱ باب می‌رسد. کاروانسرای وکیل دو درب ورودی به بازار وکیل دارد. سر در ورودی کاروانسرای وکیل که به داخل بازار باز می‌شود، با گچ‌بری و کاشی‌کاری‌های زیبایی تزیین شده‌است. سر در ورودی دوم کاروانسرا که در قسمت بیرونی بازار وکیل قرار دارد را نیز با کاشی مزین کرده‌اند. از جمله مشخصه‌های ارزشمند کاروانسرا یکی بادگیری است که در نوع خود از اعتبار و زیبایی خاصی برخوردار است و دیگری برج ساعت این اثر تاریخی است که چگونگی ورود آن به ایران و به کار انداختن آن حدیث مفصلی دارد.

## بانی اثر
بنای این کاروانسرا به فرمان محمد اسماعیل خان وکیل الملک والی کرمان شروع شد و در زمان پسرش مرتضی قلی خان در سال ۱۲۸۷ ه‍.ق به اتمام رسید.

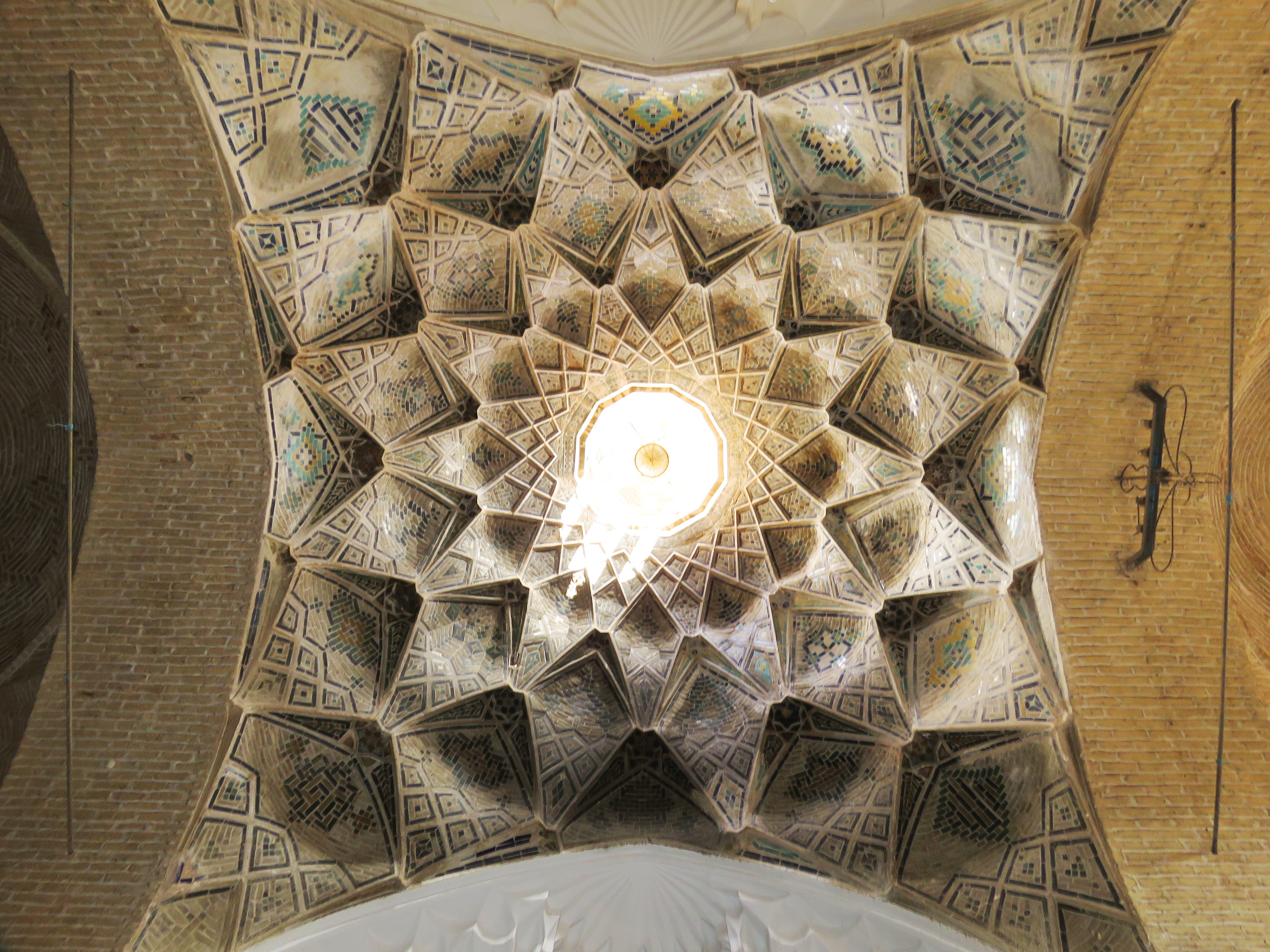
سقف بازار وکیل جلوی درب کاروانسرا

مقرنس کاری ورودی جنوبی

## نگارخانه

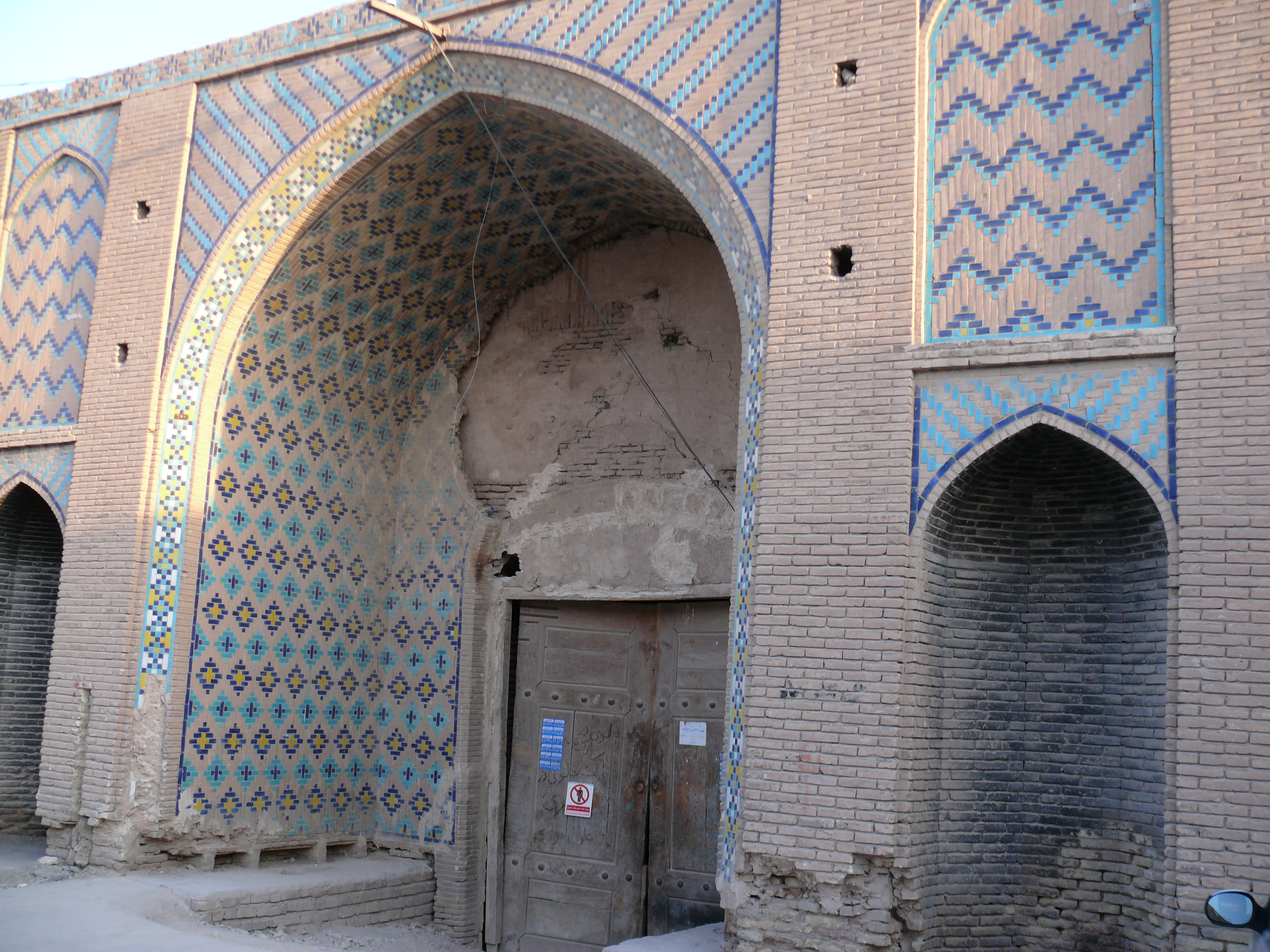
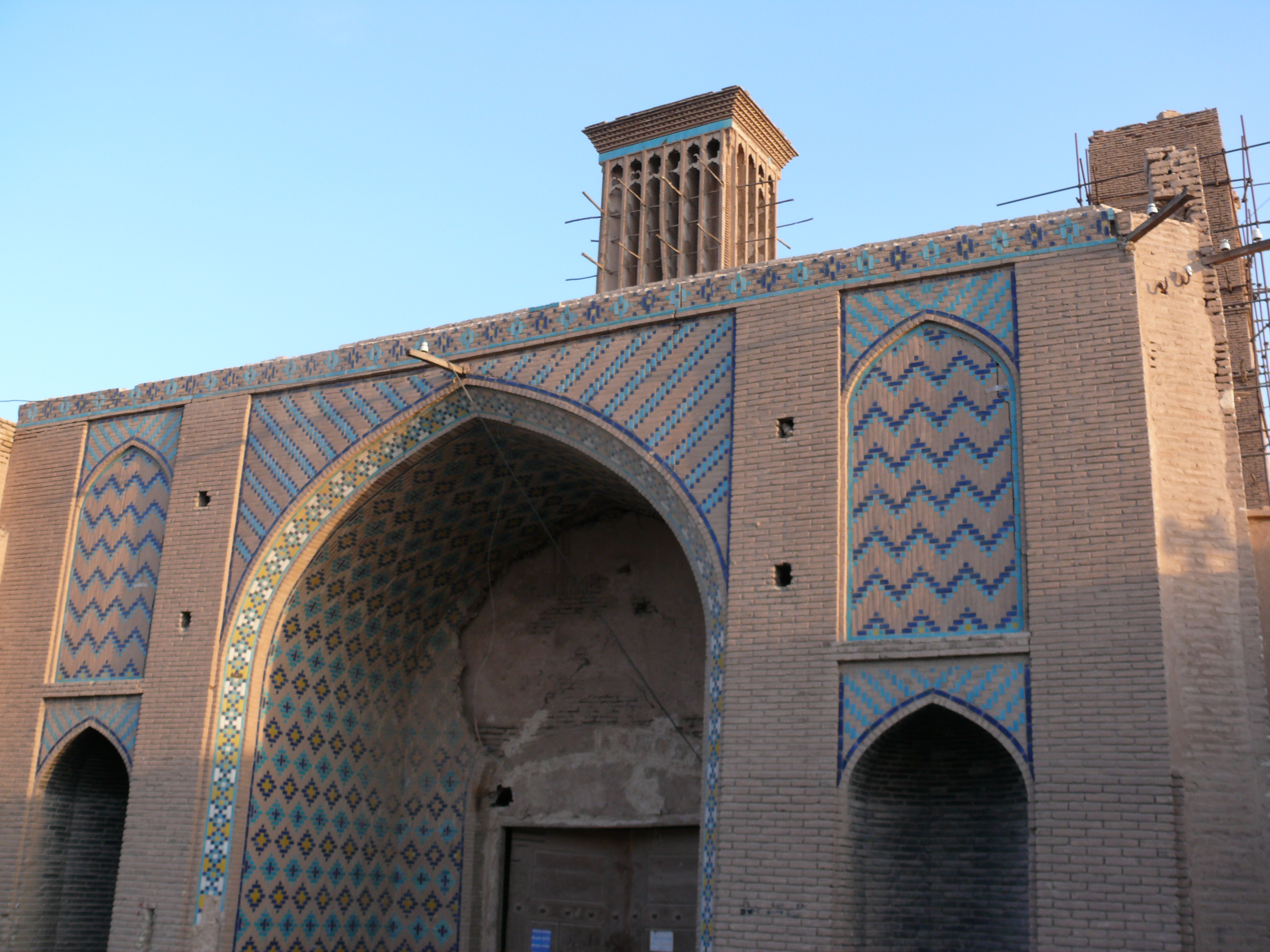
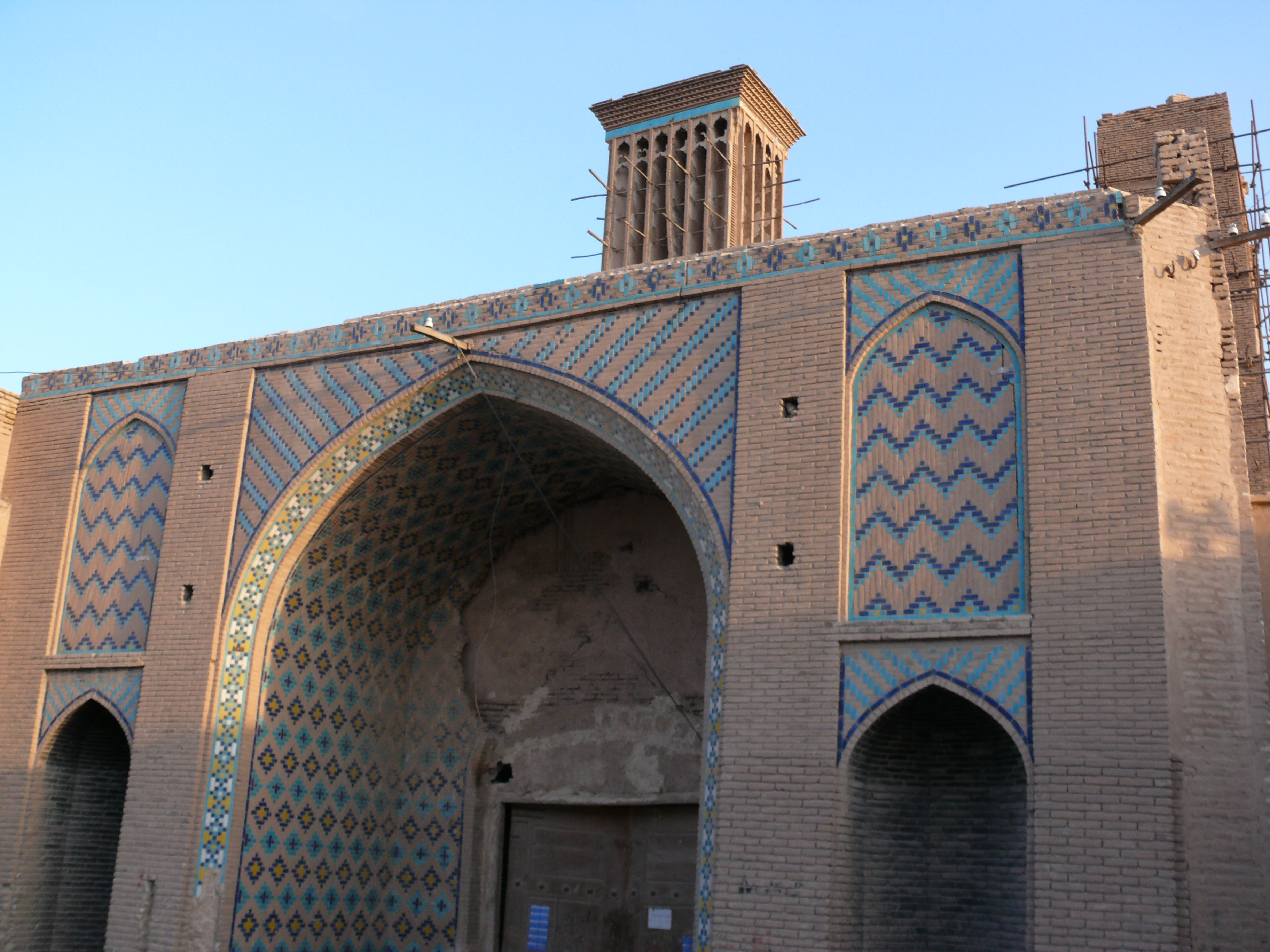
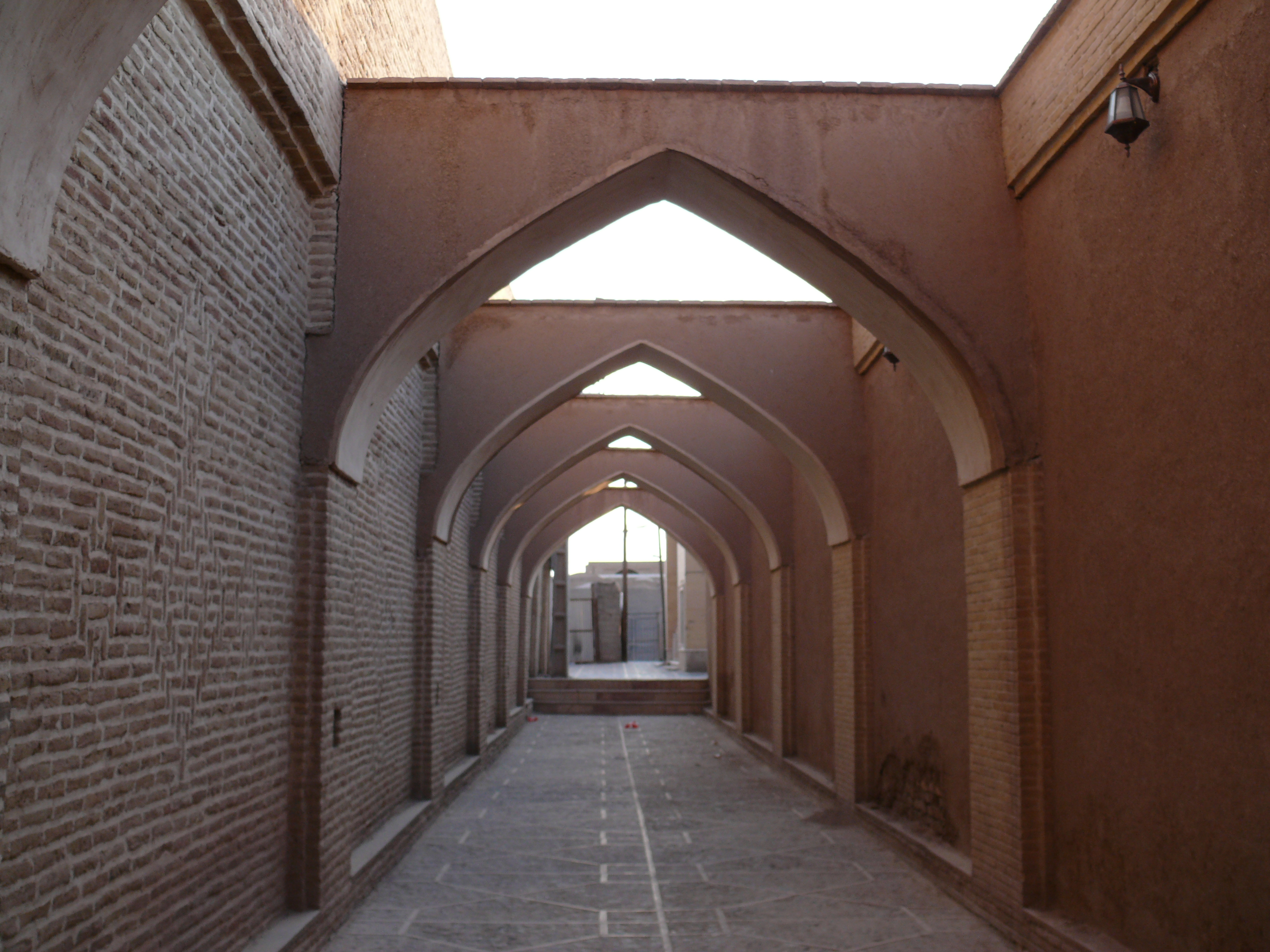
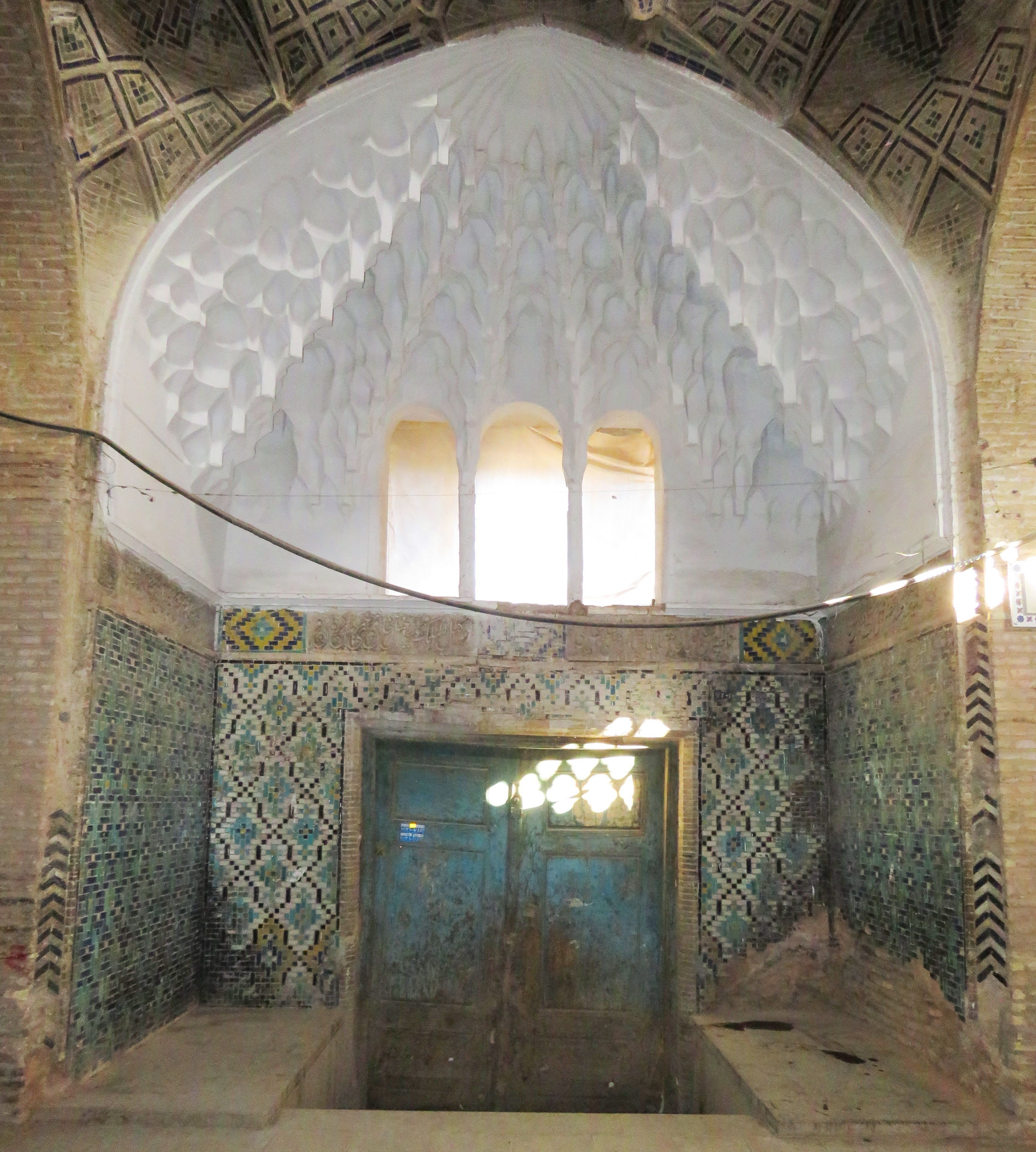
ورودی جنوبی (داخل بازار وکیل)
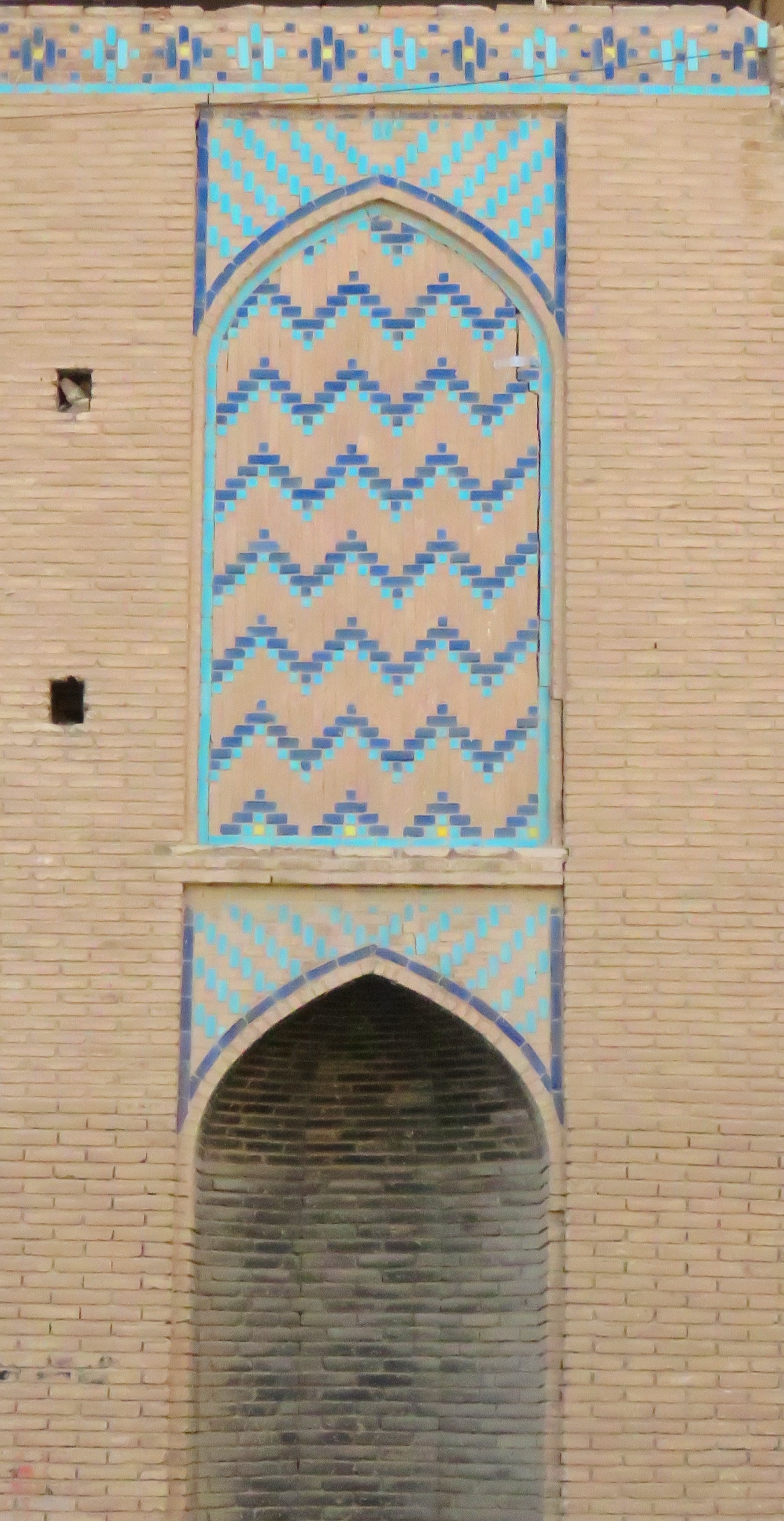
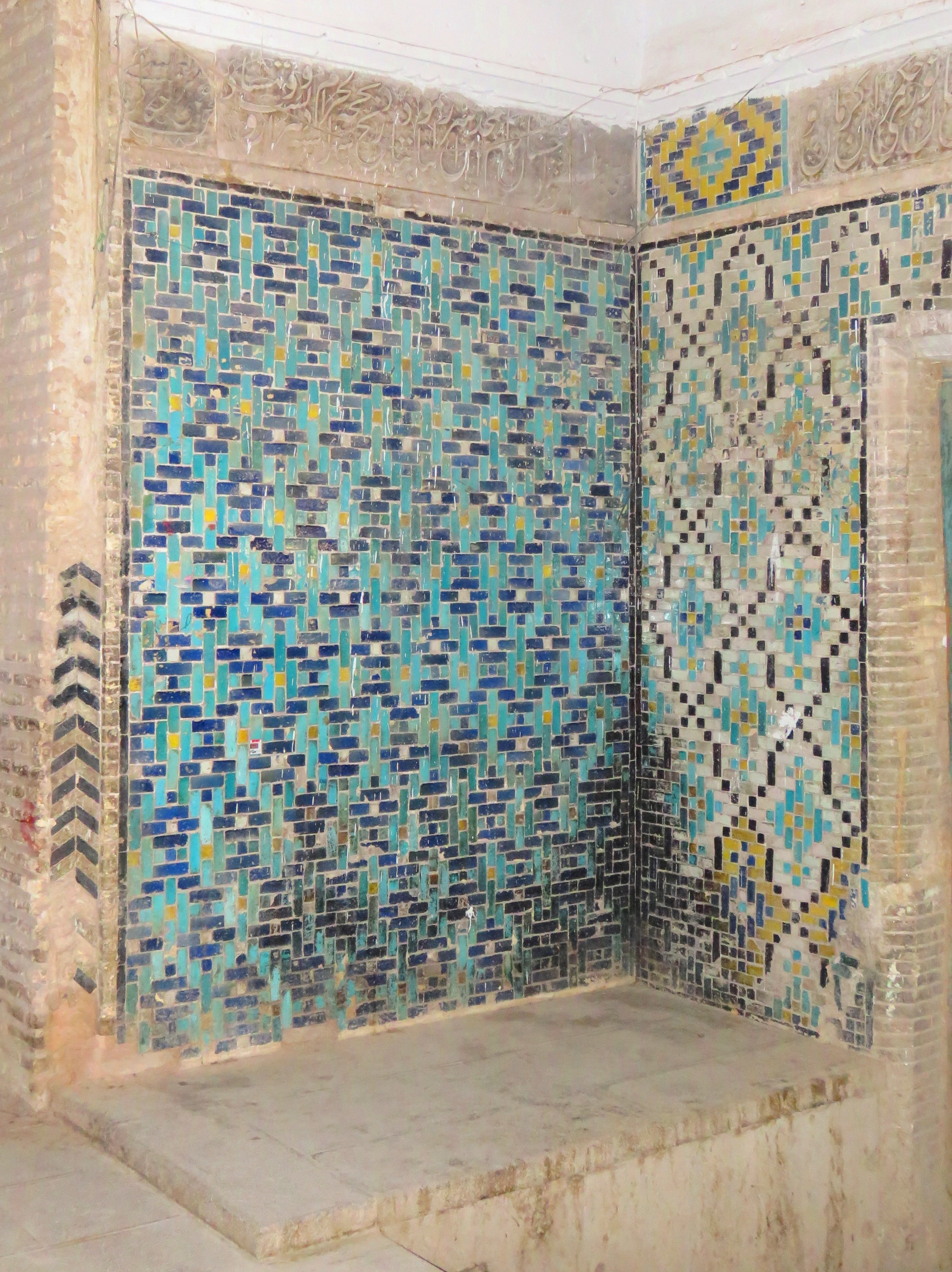